# Muay boran

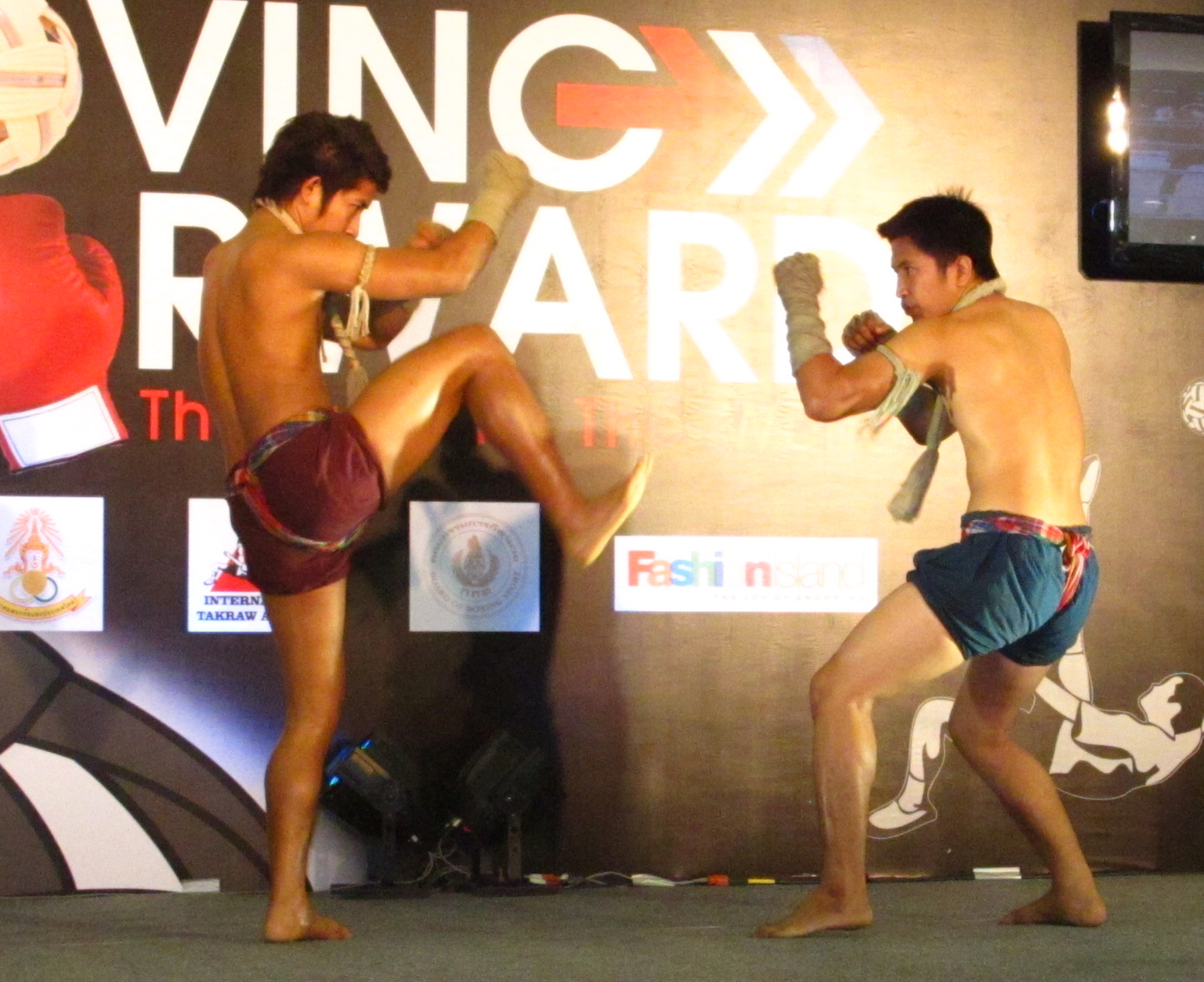
Démonstration de Muay Boran

Le muay boran (thaï : มวยโบราณ) est le nom donné à la pratique traditionnelle de boxe thaïlandaise. Cette appellation générique ne désigne pas un style particulier de boxe (muay). « Muay » veut dire « boxe » et « boran » veut dire « ancienne ». Habituellement, le muay boran se pratique sans l’utilisation de gants (modernes) de boxe européenne. Il se compose de différents styles souples et durs de combat traditionnels thaïlandais. 
Parmi les styles les plus connus, on trouve : 
- le muay-chaiya (style du Sud), ce style du XIXe siècle ou muay giow, met l’accent sur la vivacité d’esprit afin de trouver des stratégies efficaces. La posture est anguleuse, la défense est privilégiée et les techniques de coudes et genoux sont particulièrement marquées. On utilise des techniques issues des animaux (tigre…)
- le muay-korat (Est et Nord-est), privilégie un travail en force, telles les techniques de buffle
- le muay-lopburi (région centrale), l’accent est mis sur une gestuelle intelligente (travail sur les variations de trajectoire et les feintes d’arme)
- le muay-thasao (Nord), les techniques consistent à prendre de vitesse l’opposant
- et les styles thématiques tels les techniques du singe blanc hanuman.

Une expression résume les principaux styles du muay-boran : « Le poing puissant du korat, l’esprit du lopburi, la posture du chaiya et la vitesse du thasao » (thaï : หมัดหนักโคราช ฉลาดลพบุรี ท่าดีไชยา เร็วกว่าท่าเสา). 

Ces pratiques non compétitives sont regroupées en Thaïlande sous différentes composantes :
- le "cherng muay" qui est l'utilisation des armes naturelles du muay thai,

- le "kon muay kee" qui est l'apprentissage de techniques de défenses et de contre-attaques,

- les principes majeurs "mae mai muay thai" qui sont constitués de 15 principes techniques du muay,

- les principes mineurs "look mai muay thai" également constitués de 15 principes techniques avancés,

- le "chap ko" qui est la composante saisie/corps à corps du muay.

Bien que simplifiées en cinq grandes composantes et recoupées sous l'appellation de muay boran, l'apprentissage et l'utilisation de ces composantes sont variables d'un style à l'autre.
Les styles cités précédemment dans cet article peuvent donc être classés sous deux formes principales de pratiques :
- les styles du muay lak (styles durs dont fait partie le muay korat) : basés principalement sur des coups et des saisies très puissants ainsi que sur une opposition de force dont découle une préparation physique importante basée sur l'endurcissement.

- les styles du muay kiao (styles souples dont font partie le muay chaiya ainsi que le muay thasao) basés sur des déplacements souples et rapides, d'esquives ainsi que d'attaques rapides, le but étant de ne pas se confronter à la force de l'ennemi.

Certains de ces principes techniques ne sont pas utilisés dans la partie sportive du muay thai mais le sont dans un système de close combat conçu pour l'armée thaïlandaise, sous l'appellation de muay lerd rit.
La pratique du muay boran est associée à celle de la Fédération française de muaythaï et disciplines associées (FFMDA).